# Трафиканти (Бергамо)
Трафиканти је насеље у Италији у округу Бергамо, региону Ломбардија.
Према процени из 2011. у насељу је живело 43 становника. Насеље се налази на надморској висини од 871 м.